# 竹取物語
《竹取物語》或名為《竹取翁物語》，是日本最早的物語作品。作者與創作年代不詳、乃是以女文字（假名）所寫成的物語文學。
《竹取物語》開闢了新型文人文學創作的先河，它敘述赫奕姬（又译作辉夜姬）被竹取翁自發光的竹中取出，由其夫婦所養育。一般認為該書在平安時代前期寫成、不過實際的成立年代依舊未詳。《萬葉集》卷十六第三七九一歌中、有一首〈竹取翁〉詠嘆天女的長歌、與本故事應當有關聯。

## 作者
作者未詳。

## 大綱
一位伐竹翁讚岐造麿(造麻呂)在竹林中砍取竹子，忽見一竹散發光亮，劈開後發現竹筒之中有一身約三寸的小女嬰，便由雙手捧起帶回撫養。女孩僅經過三個月就長成亭亭玉立的少女。待少女到了出嫁的年齡，伐竹老翁便到三室戶的地方請一位名為齋部秋田的祭司為女孩取名，因少女是伐竹老翁在竹中發現，身上散發光彩，故名「嫩竹裡的輝夜姬」。老翁對於名字很是滿意，召集了親友鄰居辦了連續三日的宴會慶祝。日後，有五名貴族子弟聽聞其美貌而向她求婚(五名貴族分別為: 石作皇子、車持皇子、右大臣安倍御主人、大納言大伴御行、中納言石上麻呂)，她答應嫁給能尋得她喜愛的寶物的人，每個求婚者則各自被要求贈送不同的寶物。結果求婚者均遭失敗。皇帝想憑藉權勢強娶，也遭到她的拒絕。最後，輝夜姬在众人面前突然升天。但辛苦將她扶養長大的老爺爺和老奶奶，只好目送她的離開。

## 章節
- 嫩竹裡的輝夜姬
- 與給予求婚者等之難題
- 以拾缽冒充佛缽之石作皇子（遭識破）
- 以玉偽造玉樹枝之車持皇子（遭識破）
- 偽火鼠裘與安倍右大臣（遭識破）
- 龍首之玉與大伴大納言（未遂）
- 欲取燕子安貝之石上中納言（未遂）
- 御帝與輝夜姬
- 回昇明月之輝夜姬
- 不死之山富士之岳

## 登場人物與時代
- 雖然多半人物為架空創作、但是以部份史實人物擔任重角出演亦是本作的特徵。
- 輝夜姬（かぐやひめ）的原型人物是《古事記》裡垂仁天皇的妃子，「迦具夜比賣命（かぐやひめ）」，她也是大筒木垂根王的女兒。
- 竹取翁的名諱，讚岐造麿：來自開化天皇朝的讚岐垂根王。
- 石作皇子：被比定為丹比真人，姓氏錄有云:「丹比‧石作,同族也.」
- 阿部御主人：阿倍御主人。
- 車持皇子：被比定為藤原不比等。（不比等母氏姓「車持」。）
- 石上麻呂足：石上麻呂。
- 以上多半為天武天皇·持統天皇御世時活躍的人物，並參與壬申之亂。是以故事時代、人物取材自奈良時代初期的可能性頗高。其後則演變為今日平安時代的印象。

## 改編真人電影
分別有於1979年和1987年上映的電影作品。

### 1979年版「竹取物語」
監督：Mayumi Amakusa
腳本：Mayumi Amakusa
原作：Mayumi Amakusa
生產：黑川文雄
拍照：Masaaki Mori

### 1987年版「竹取物語」
監督：市川崑
出演：澤口靖子、中井貴一、三船敏郎、若尾文子、春風亭小朝
製作：田中友幸、羽佐間重彰
脚本：菊島隆三、石上三登志、日高真也、市川崑

## 相關書籍
- 新編日本古典文學全集12《竹取物語、伊勢物語、大和物語、平中物語》--片桐洋一、高橋正治、福井貞助、清水好子著
- 《竹取翁物語解》--田中大秀著
- --大庭みな子著

## 以竹取物語為題材之作品

### 小说
- 证明完毕 竹取传说（日语：QED 竹取伝説）
- 《水無月家的婚約》

### 電影
- 奥特Q THE MOVIE 星之传说（日语：ウルトラQ ザ・ムービー 星の伝説）
- 竹取物语 (1987年电影)（日语：竹取物語 (1987年の映画)）
- 犬夜叉—鏡中的夢幻城

### 漫畫
- 《1000年女王》（有改編為TV版動畫、劇場版動畫）
- 《輝夜姬》
- 《月光條例》
- 《うりポッ（日语：うりポッ）》
- 《月华美刃（日语：月華美刃）》
- 《火影忍者》
- 《城市風雲兒：輝夜公主篇》
- 《櫻姬華傳》
- 《輝夜姬想讓人告白~天才們的戀愛頭腦戰~》
- 《總之就是很可愛》

### 動畫
- 魔動王-動畫25~26-竹取公主-太陽王冠復活地之魔動王。
- 輝耀姬物語
- 名偵探柯南-動畫443~444話-表演與綁架同步進行
- 变身！公主偶像-笹原名月變身後的型態
- 童話魔法使
- 輝夜姬想讓人告白～天才們的戀愛頭腦戰～ (動畫)
- 犬夜叉—镜中的梦幻城
- 竹取公主與月形爺爺——由富士電視台、新銳動畫聯合出品，東寶發行的日本原創動畫電影，由山崎貴執導，本片根據日本傳統故事《竹取物語》及《哆啦A夢》第37卷《竹美人機器人》作藍本改編，預計2020年上映。
- 哆啦A夢：大雄的月球探測記
- 總之就是非常可愛
- World Dai Star

### 遊戲
- 久遠之絆
- 新竹取物語（日语：新竹取物語）
- おーい!かぐや姫 衣衣の別れ（日语：おーい!かぐや姫 衣衣の別れ）
- 新·鬼之岛a（日语：新・鬼ヶ島）
- 無雙OROCHI系列--輝夜姬作爲可選人物登場（光榮公司開發，牧島有希配音）
- 東方永夜抄 ～ Imperishable Night.--其中人物「蓬萊山輝夜」以輝夜姬爲原型
- BATTLE SPIRITS（英语：BATTLE SPIRITS ～ "光の覇王ルナアーク・カグヤ"）
- CR満月の夜に昇天したい（英语：CR満月の夜に昇天したい）
- 魔喚精靈3
- 龍族拼圖
- 華アワセ
- 神魔之塔
- 陰陽師
- 貓咪大戰爭
- 消えた世界と月と少女（日语：消えた世界と月と少女）(the world was prayed by the girl living a thousand years)
- 在茜色世界與君詠唱--竹取物語特別活動
- 死亡愛麗絲--輝夜姬作為主要角色之一
- World Dai Star

### 音樂
- 竹取物語 (室内樂曲)（日语：竹取物語 (室内楽曲)）
- KAGUYA (NEWS 單曲 2015)（日语：KAGUYA）
- 告白之夜（日语：告白の夜）

## 外部連結
- 竹取物語TEXT （页面存档备份，存于）
- 國民文庫本竹取物語TEXT （页面存档备份，存于）
- 私譯竹取物語